# Bisdom Tarlac
Het bisdom Tarlac (Latijn: Dioecesis Tarlacensis) is een rooms-katholiek bisdom met als zetel Tarlac City, op de Filipijnen. Het bisdom is suffragaan aan het aartsbisdom San Fernando. 

## Geschiedenis
Het bisdom werd opgericht op 16 februari 1963, uit delen van het bisdom San Fernando, en was suffragaan aan het aartsbisdom Lingayen-Dagupan. Op 17 maart 1975 veranderde het van kerkprovincie en werd suffragaan aan het nieuw verheven aartsbisdom San Fernando.

## Parochies
Het bisdom had in 2022 een oppervlakte van 3.054 km2 en telde 1.503.456 inwoners waarvan 80,0% rooms-katholiek was.

## Bisschoppen
- Jesus Juan Acosta Sison (8 maart 1963 - 21 januari 1988)
- Florentino Ferrer Cinense (21 januari 1988 - 31 maart 2016; coadjutor sinds 17 augustus 1985)
- Enrique de Vera Macaraeg (31 maart 2016 - 23 oktober 2023)
- sedisvacatie

## Galerij van afbeeldingen

Wapen van het bisdom
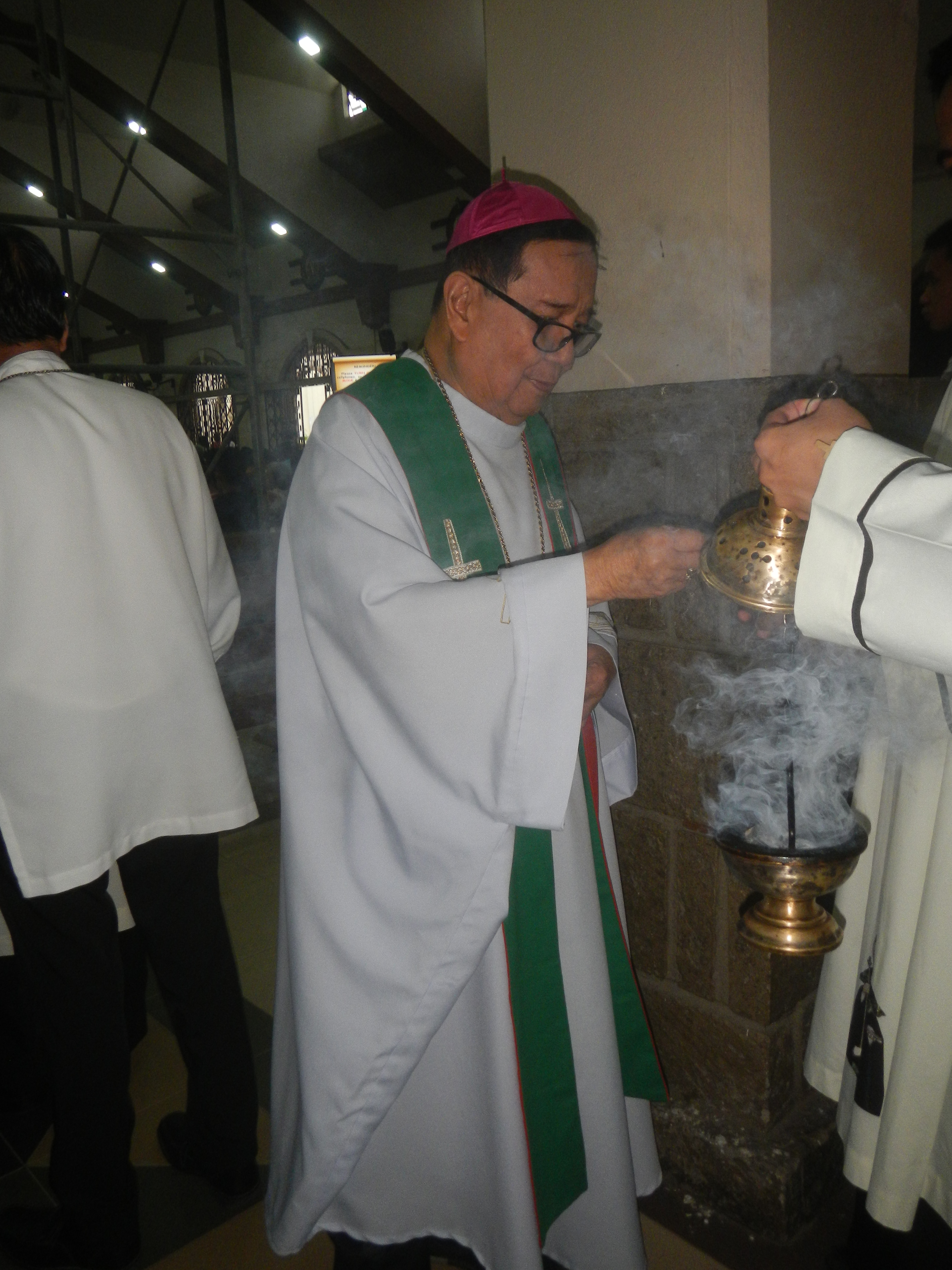
Bisschop Florentino Ferrer Cinense (1988-2016)

San Fernando (aartsbisdom) · Balanga · Iba · Tarlac